# Ізвору-Ампоюлуй
Ізвору-Ампоюлуй (рум. Izvoru Ampoiului) — село у повіті Алба в Румунії. Адміністративно підпорядковане місту Златна.
Село розташоване на відстані 297 км на північний захід від Бухареста, 32 км на захід від Алба-Юлії, 77 км на південний захід від Клуж-Напоки.

## Населення
За даними перепису населення 2002 року у селі проживали 373 особи, усі — румуни. Усі жителі села рідною мовою назвали румунську.